# Коллишоу, Мэт
Мэт Коллишоу (Mat Collishaw, 1966, Ноттингем, Великобритания) — современный британский художник, фотограф, скульптор и режиссёр, одна из ключевых фигур поколения британских художников, окончивших Голдсмитс-колледж в конце 1980-х.

## Образование
- 1986 Trent Polytechnic, Ноттингем
- 1989 BA Fine Art, Goldsmiths College, Университет Лондона, Англия

## Творчество

Mat Collishaw 'Albion', 2017

Mat Collishaw 'All Things Fall', 2014-2017

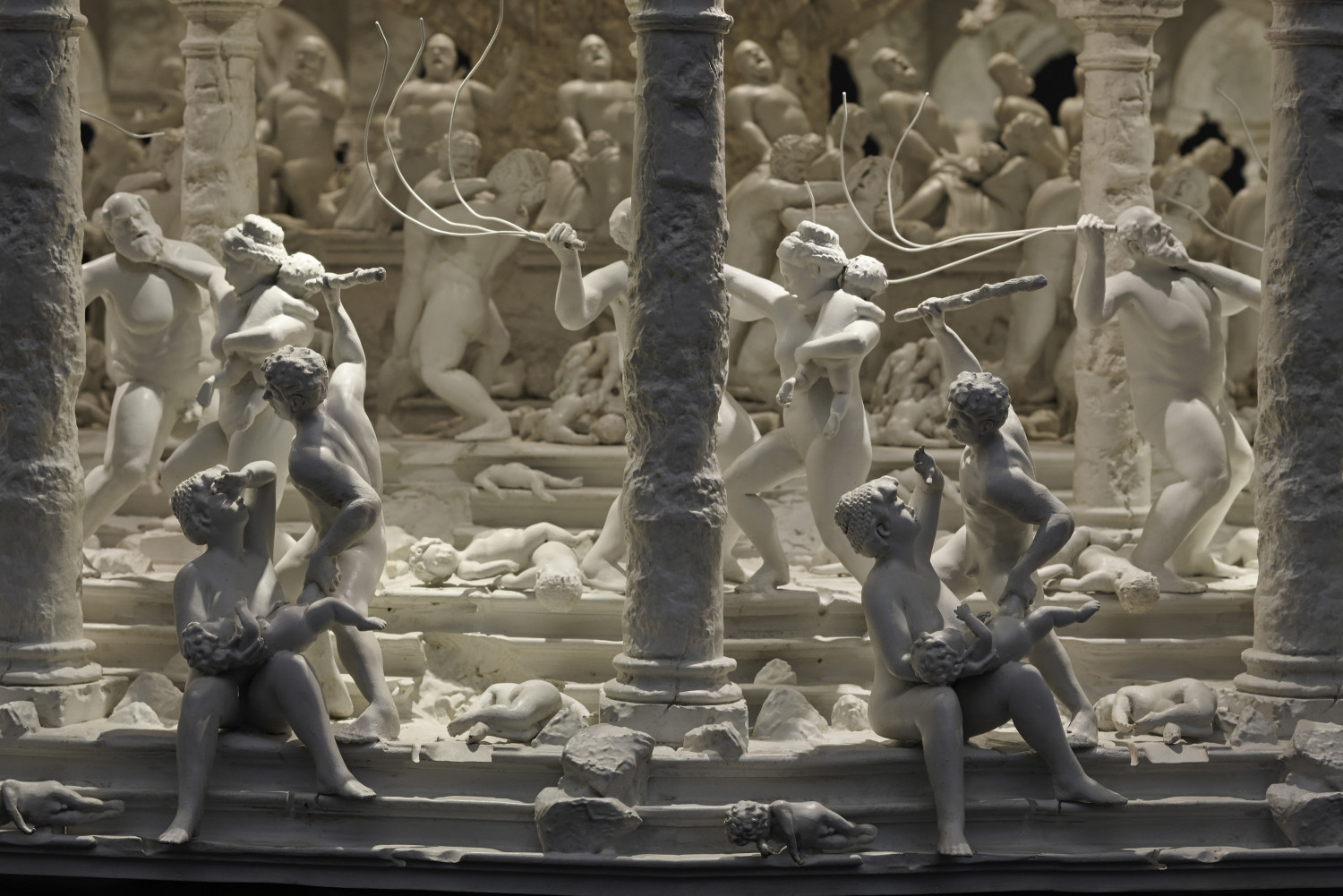
Mat Collishaw 'All Things Fall' (detail), 2014-2017

Mat Collishaw. Black Mirror, Leo Minor, 2014

В 1988 году на выставке Freeze в Лондоне, организованной другом и сокурсником Мэта Коллишоу, Дэмиеном Херстом, художник представил работу Bullet Hole – сибахром на пятнадцати световых коробах (2 x 3 м) – изображавшую крупным планом отверстие от выстрела в голову. Эта работа стала визитной карточкой Коллишоу. На лондонской выставке студенты Голдсмитc-колледжа задали новый вектор развития западноевропейского искусства, подводя итог «возрождения живописи 80-х» и обращаясь с интересом к повседневным вопросам социума и суровым реалиям жизни. Возникло новое поколение художников – Young British Artists.
Центральное место в творчестве Мэта Коллишоу занимают темы иллюзии и желания, которыми он оперирует, разрушая и подвергая сомнению повседневное восприятие привычных образов. Так художник анализирует влияние скрытых механизмов и визуальных приемов на человеческий разум и подсознание. Работы притягивают внимание зрителя своеобразным балансом между соблазнительным и отталкивающим, знакомым и шокирующим, поэтическим романтизмом и мрачной иллюзорностью. В центре внимания Коллишоу – сюжеты запретных историй: «Мое вдохновение подпитывают события из прошлого, подавлявшиеся или удерживавшиеся на расстоянии, это рождает жажду к созданию новых работ».
Художник часто обращается к творчеству старых мастеров. Большинство работ Коллишоу содержат как отсылки к историческим сюжетам, так и классические приемы изображения натуры и природы, свойственные культуре той эпохи. Заимствованные образы подвергаются цифровой обработке и предстают перед зрителем в новой интерпретации, раскрывая тем самым тему взаимоотношений репрезентации и реальности.
Интерес художника к викторианской эпохе не случаен: в XIX веке Великобритания позиционировала себя лидером в свете научного прогресса и эмпирической трезвости. Ссылаясь на викторианский период в своих работах, Коллишоу подражет его орнаментальному, романтическому стилю, и в то же время косвенно воссоздает в воображении темную сторону общества, актуальную и для современности. Он выводит на свет темные побуждения человека, показывая, что общество так и не преодолело низменные инстинкты, вне зависимости от времени, эстетических и научных достижений.
Интерес к этому периоду также связан с изучением ранней викторианской техники, используемой для достижения оптических иллюзий. Благодаря спектральным проекциям, новаторским способам фотографии и зоотропам, изобретенным в начале викторианской эпохи как форма докинематографической анимации, Коллишоу воссоздает эффекты, вызывавшие благоговейный трепет зрителя еще несколько веков назад. В 2010 году Музей Виктории и Альберта инсталлировал крупнейший на сегодняшний день зоотроп Коллишоу – монументальный проект «Волшебный фонарь» («Magic Lantern») был установлен в куполе над входом и преобразил саму архитектуру музея, воссоздав «свет в окне», окруженный роем мотыльков. Проект был виден из любой точки Лондона на протяжении нескольких месяцев.
В 2015 году в Новой галерее искусств в Уолсолле состоялась масштабная ретроспектива работ, созданных в середине творческой карьеры художника. Экспозиция расположилась на двух этажах и включала крупные объекты, в том числе инсталляцию «Избиение младенцев» (All Things Fall, 2014) по сюжетам Нового Завета, первоначально созданную для его персональной выставки в Галерее Боргезе в Риме в 2014 г. Работа представляла собой зоотроп из более 300 отдельных фигур, оживлявших библейский эпизод об истреблении младенцев в Вифлееме. Именно эта работа была описана критиком Вальдемаром Янушчаком как «не что иное, как современный шедевр», поскольку оптическая иллюзия привлекает зрителя и возвращает к вопросам о древнейших социальных конфликтах.
В 2016 году для проекта Британского Национального фонда Коллишоу создал две работы, вписав их в интерьеры декоративных павильонов Фаунтинского аббатства и Королевского водного сада Стадли – объектов всемирного наследия Национального фонда в Йоркшире. Первая работа «Серия Людо» (Seria Ludo) – представляла собой сияющую люминесцентную люстру, покрытую 186 фигурами. По мере вращения инсталляции изображение оживает, воскрешая сцены шумной вакханалии, во время которой персонажи едят, пьют, дерутся и танцуют. Напротив, Храм Благочестия и безмятежные Лунные пруды на краю водного сада были украшены более спокойной работой – «Третий глаз» (The Pineal Eye), представлявшей собой два параболических зеркала, обращенных друг к другу. Оптический эффект создавал эфемерный мираж римской картины благочестия: греческую девушку, кормящую грудью заключенного в оковы отца – сюжет, изображенный на дальней стене Храма.
В 2017 в галерее Blain|Southern была представлена работа «Альбион» (The Albion) – проекция знаменитого дуба в Шервудском лесу Ноттингема, по преданию служившего укрытием Робину Гуду. После естественной смерти легендарного дуба местные власти установили сложные стальные конструкции, поддерживающие его прежний вид. Созданная путем лазерного сканирования и воспроизведения с помощью техники «Призрак Пеппера» (Pepper’s Ghost) проекция дуба – редкая возможность увидеть тысячелетнее дерево и исчезающий памятник старины. 
В феврале 2018 года Галерея Гари Татинцяна представила персональную выставку Мэта Коллишоу, которая стала первым масштабным проектом художника в Москве. В экспозицию вошли оптические иллюзии, световые проекции и гиперреалистичная живопись. Проект был выстроен вокруг двух монументальных работ Коллишоу - зоотропа «Избиение младенцев» (All Things Fall, 2014) и инсталляции «Альбион» (The Albion, 2017). В экспозиции также были представлены интерактивные объекты из серии «Black Mirrors: St.Sebastian, Andromeda» (2017) - большие "зеркала", обрамленные черным муранским стеклом, в которых проявлялись и исчезали работы художников Николо Реньери и Влахо Буковаца, и серия живописных работ «Gasconades» (2017), изображающих садовых птиц, отсылающих к голландской живописи XVII в. и холстам Карела Фабрициуса (Щегол,1654).  
В 2021 году в павильоне "Устойчивое развитие" Expo 2020 в Дубае был представлен масштабный зоотроп Мэта Коллишоу «Равноденствие» (Equinox), созданный специально по заказу всемирной выставки.  
Работы Коллишоу были представлены в таких музеях и публичных коллекциях, как: Галерея Тейт (Лондон), Сомерсет-хаус (Лондон), Музей и Художественная Галерея Бирмингема (Бирменгем, Великобритания), Галерея Боргезе (Рим), Музей Фрейда (Лондон), Национальная галерея современного искусства в Болонье (Италия), Музей современного искусства в Париже, Бруклинский музей (Нью-Йорк), Музей Рима (Италия), Национальный музей искусства Каталонии (Барселона, Испания), Фонд Arter (Стамбул), Коллекция Британского совета (Лондон), Национальный центр искусства и культуры Жоржа Помпиду (Париж), Галерея современного искусства Civica (Турин, Италия), Музей современного искусства в Сан-Диего, Mузей старого и нового искусства – MONA (Австралия), Коллекция Ольбрихта (Берлин).

## Награды и достижения
- 2013 - 16th Pino Pascali Prize, Pino Pascali Museum Foundation, Бари, Италия

## Персональные выставки
| - 2022 The Machine Zone, Tatintsian Gallery Dubai, UAE - 2022 The Machine Zone, Галерея Гари Татинцяна, Москва - 2021 Equinox, Terra – The Sustainability Pavilion, Expo 2020, Dubai, UAE - 2020 The Adoration of the Mystic Lamb, St Nicholas’ Church Korenmarkt, Ghent, BE - 2020 Mat Collishaw, Djanogly Gallery, Lakeside Arts, Nottingham, UK - 2019 The End of Innocence, Fundació Sorigué, Lleida, ES - 2019 The Nerve Rack, Ushaw College, Durham, UK - 2019 Deep State of Rapture, (with Mustafa Hulusi), Page Gallery, Seoul, KR - 2019 Dialogues, Presented by Fundació Sorigué, Villanueva Pavilion, Real Jardín Botánico, Madrid, ES - 2018 The Grinders Cease, Blain\|Southern, Berlin, DE - 2018 The Mask of Youth, Queen’s House, Royal Museums Greenwich, London, UK - 2018 Standing Water, Galerie Rudolfinum, Prague, CZ - 2018 The Centrifugal Soul, Castle Howard, Yorkshire, UK - 2018 Thresholds, National Science and Media Museum, Bradford, UK - 2018 Thresholds, Yapı Kredi Kültür Sanat Yayıncılık A.Ş, Istanbul, TR - 2018 Night Hunter, Robilant + Voena, St. Moritz, CH - 2018 Albion, Галерея Гари Татинцяна, Москва - 2017 Thresholds, Somerset House, London; Birmingham Museum and Art Gallery, Birmingham; Lacock Abbey, Wiltshire, UK - 2017 The Centrifugal Soul, Blain\|Southern London, UK - 2016 Folly! Fountains Relief, Fountains Abbey & Studley Royal, North Yorkshire, UK - 2015 In Camera, Library of Birmingham, Birmingham, UK - 2015 Mat Collishaw, New Art Gallery Walsall, UK - 2014 Black Mirror, Galleria Borghese, Rome, IT - 2014 Mat Collishaw, Unosunove, Rome, IT - 2014 Mat Collishaw, Patricia Low Contemporary, Gstaad, CH - 2014 Mat Collishaw: The Yielding Glass, An Gailearaí, Ghaoth Dobhair, Londonderry, UK - 2013 Mat Collishaw, Bass Museum of Art, Florida, US - 2013 Mat Collishaw, Pino Pascali Museum Foundation, Bari, IT - 2013 Mat Collishaw: Preternatural, FaMa Gallery, Verona, IT - 2013 Mat Collishaw: Afterimage, Arter, Istanbul, TR | - 2013 La vie de château, Les Châteaux de la Drôme, Grignan, FR - 2013 THIS IS NOT AN EXIT, Blain\|Southern London, UK - 2012 Crystal Gaze, Galleria Raucci/Santamaria, Naples, IT - 2012 Crystal Gaze, Galleria Raucci/Santamaria, Naples, IT - 2012 The End of Innocence, Dilston Grove, CGP London Gallery, London, UK - 2012 Sordid Earth, Greenaway Art Gallery, Kent Town, AU - 2012 Vitacide, Tanya Bonakdar Gallery, New York, US - 2011 Pearls of the Abyss, Analix Forever, Geneva, CH - 2010 Last Meal on Death Row, Analix Forever, Geneva, CH - 2010 Magic Lantern, Victoria & Albert Museum (V&A), London, UK - 2010 Shooting Stars & The Garden of Unearthly Delights, Void Gallery, Derry, IE - 2010 Creation Condemned, Blain\|Southern, London UK - 2010 Modern Pastimes (curated by Danilo Eccher), FaMa Gallery, Verona, IT - 2010 Superveillance, Galleria Raucci/Santamaria, Naples, IT - 2010 Outcasts, Palazzo del Commendatore, Borgo Santo Spirito, Rome, IT - 2010 Retrospectre, British Film Institute, London, UK - 2009 Submission, Haunch of Venison, Berlin, DE - 2009 Hysteria (curated by James Putnam), Freud Museum, London, UK - 2009 Nebulaphobia, Unosunove, Рим - 2008 Mat Collishaw, Galerie Analix, Женева - 2008 Deliverance, Tanya Bonakdar Gallery, Нью-Йорк - 2008 Deliverance, Spring Projects Gallery, Лондон - 2007 Haunch of Venison, Цюрих - 2006 Galleria Raucci-Santamaria, Неаполь - 2006 Buenas Noches, Mat Collishaw, Analix Forever, Женева - 2005 Capillary Action: Selected Works 1994-2004, Anne Faggionato, Лондон - 2005 Inverleith House, Royal Botanic Garden, Эдинбург - 2004 Analix Forever, Женева - 2002 Cosmic Galerie, Париж - 2001 New Works, Modern Art, Лондон - 2001 Ultra Violet Baby, 4 day film screening, Shoreditch Town Hall, Лондон - 2001 Pandeaemonium, The Lux Gallery | - 2001 Bonakdar Jancou Gallery, Нью-Йорк - 2001 Lux Gallery, Лондон, часть кинофестиваля Pandemonium - 2001 Galerie Raucci/Santamaria, Неаполь - 2000 Museum of Contemporary Art, Варшава - 1999 Galeria d’art Moderna di Bologna, Италия - 1999 Analix Forever, Женева - 1999 Tate Gallery Christmas Tree Commission - 1998 Bonakdar Jancou Gallery, Нью-Йорк - 1998 Bloom Gallery, Амстердам - 1997 Duty Free Spirits, Lisson Gallery, Лондон - 1997 Galerie Analix - B & L Polla, Женева - 1997 Gallerie Raucci/Santamaria, Неаполь - 1997 Ideal Boys, Riding House Editions, Лондон - 1997 Ideal Boys, Gallerie Raucci/Santamaria, Неаполь - 1997 Tanya Bonakdar Gallery, Нью-Йорк - 1997 Camden Arts Centre, Лондон - 1996 Control Freaks, Tanya Bonakdar Gallery, Нью-Йорк - 1996 Galerie Analix - B & L Polla, Женева - 1995 Karsten Schubert Ltd., Лондон - 1995 Camden Arts Centre, Лондон - 1994 The Eclipse of Venus, a one day installation, No. 20 Glasshouse Street, Лондон - 1994 Idol Hours, 4-дневная инсталляция, Gramercy International Contemporary Art Exhibition, Нью-Йорк - 1994 Contemporay Art Exhibition, Tanya Bonakdar Gallery, Нью-Йорк - 1993 Centre d'art contemporain, Martigny - 1993 Galerie Analix, Женева - 1993 Gallerie Raucci/Santamari, Неаполь - 1992 Cohen Gallery, Нью-Йорк - 1990 Riverside Studios, Лондон - 1990 Karsten Schubert Ltd, Лондон |